# Елизавета Тюдор (1492—1495)
Елизаве́та Тюдо́р (англ. Elizabeth Tudor; 2 июля 1492, Дворец Шин — 14 ноября 1495, Элтемский дворец) — английская принцесса из династии Тюдоров, вторая дочь короля Англии Генриха VII и Елизаветы Йоркской. Умерла по неясным причинам в возрасте трёх лет.

## Биография

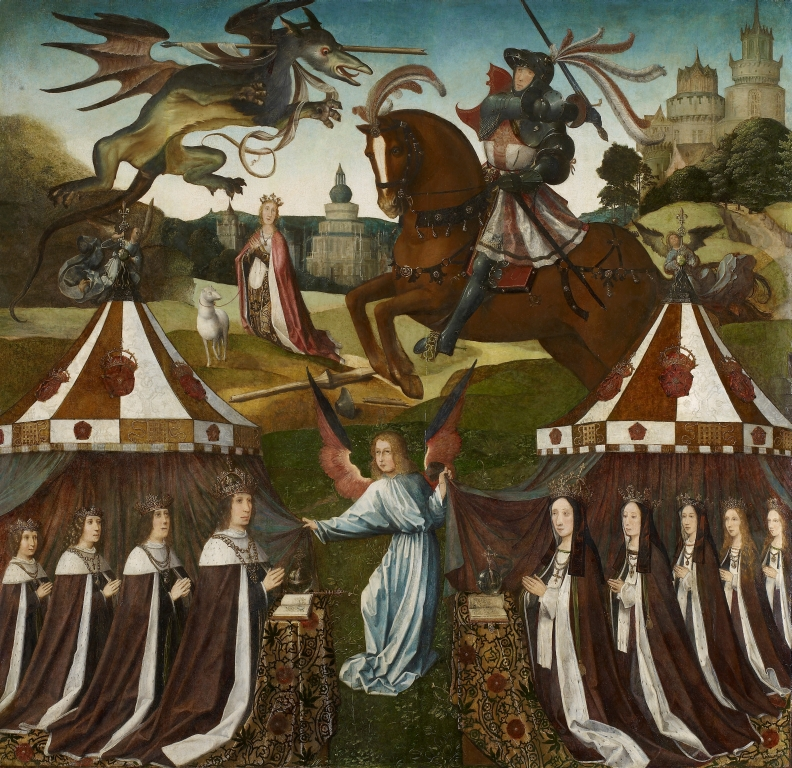
Генрих VII и его семья. Неизвестный автор, 1505/1509.
Слева начиная от алтаря: Генрих VII, Артур, Генрих и Эдмунд; справа начиная от алтаря: Елизавета Йоркская, Маргарита, Елизавета, Мария и Екатерина. Елизавета, Эдмунд и Екатерина скончались в младенчестве, однако на картине изображены в подростковом возрасте.

Елизавета родилась 2 июля 1492 года во дворце Шин и была второй из четырёх дочерей и четвёртым ребёнком из семерых детей в семье первого короля Англии из династии Тюдоров Генриха VII и его жены Елизаветы Йоркской — принцессы Англии по рождению, принадлежавшей к дому Йорков, одной из ветвей династии Плантагенет. По отцу девочка была внучкой Эдмунда Тюдора, 1-го графа Ричмонда, и Маргарет Бофорт; по матери — короля Англии Эдуарда IV и Елизаветы Вудвилл. Также через своего деда по отцу Елизавета была потомком французского короля Карла VI. Своё имя принцесса получила в честь матери и бабки Елизаветы Вудвилл, умершей месяцем ранее.
Вскоре после рождения принцесса была перевезена в королевскую детскую, располагавшуюся в Элтемском дворце, где уже воспитывались её старший брат и сестра — Генри и Маргарита Тюдоры. Нянькой Елизаветы стала Сесилия Барбейдж, получавшая за свои услуги плату в размере ста фунтов (около £ 2,5 тысяч по состоянию на 2013 год); также к принцессе были приставлены несколько девушек, качавших колыбель, которые получали за работу 66 фунтов и 8 шиллингов (примерно £ 1630 по состоянию на 2013 год) каждая. Королевские ордера на оплату услуг челяди детской от сентября 1493 года и счета за гардероб за 1491—1495 годы подтверждают, что Генри, Маргарита и Елизавета воспитывались вместе. В октябре 1492 года Елизавету и её брата и сестру навестила мать, пребывавшая в Элтеме, пока король вёл военную кампанию во Франции.
Незадолго до смерти Елизаветы были начаты переговоры о её браке с Франциском Ангулемским (будущим королём Франции Франциском I), сыном Карла Ангулемского и наследником не имевшего сыновей короля Людовика XII. Всю свою недолгую жизнь принцесса провела в Элтемском дворце рядом с братом и сестрой. Она умерла в последнюю четверть 1495 года: согласно надписи на надгробии принцессы, Елизавета скончалась 14 ноября, однако хронисты того времени указывали датой смерти девочки 7 октября — в действительности, вероятней всего, эта дата является датой начала болезни; также днём смерти принцессы некоторые источники называют 14 сентября 1495 года.
Маленькая принцесса была похоронена с пышной церемонией в Вестминстерском аббатстве. Поминальную службу по принцессе отслужили архиепископ Кентерберийский Джон Мортон и епископ Вустерский Роберт Мортон. Могила Елизаветы была расположена в гробнице Эдуарда Исповедника в ногах надгробия могилы Генриха III и по левую руку от алтаря Святого Эдуарда. Алтарь под надгробием принцессы был оформлен мраморной плиткой чёрного и белого цвета, над могилой располагалась золочёная эффигия. Согласно надписи на могиле принцессы Елизавета была очень красивым ребёнком. Оригинальная эффигия и надпись на надгробии были утрачены, однако сам текст надписи сохранился в записях Джона Стоу — антиквара Елизаветинской эпохи.
Надпись по кромке надгробия гласила: «Елизавета, вторая дочь Генриха VII, прославленного короля Англии, Франции и Ирландии, и леди Елизаветы, его светлейшей супруги, родившаяся во второй день июля 1492 года. Да будет милостив Господь к её душе». Эпитафия на латыни гласила: «Здесь, после смерти, лежит в этой могиле потомок королей, молодая и благородная Елизавета, прославленная принцесса. Атропос, беспощаднейшая посланница смерти, вырвала её прочь. Да унаследует она вечную жизнь на Небесах». Отсылка именно к богине Атропос, старшей из трёх мойр — богинь судьбы греческой мифологии, заставила историков думать, что Елизавета умерла от атрофии — изнурительной болезни, имеющей множественные причины (в эпоху Тюдоров основной причиной было плохое питание). Однако сомнительно, чтобы король Генрих VII, королева Елизавета или миледи мать короля Маргарет Бофорт позволили принцессе умереть от такой болезни — питание принцессы было весьма качественное и регулярное. Очевидно, что эпитафия делает отсылку не к болезни, а к внезапной смерти — словно Атропос просто перерезала нить жизни. Кроме того, в исторических записях нет никаких упоминаний о слабом здоровье или длительной болезни Елизаветы. Вероятнее всего, она умерла от одной из «детских болезней», которые вполне излечимы в наши дни.

## В культуре
Маленькая Елизавета появляется в романе Филиппы Грегори «Первая роза Тюдоров, или Белая принцесса». Жизнь принцессы описывается в контексте жизни её матери, Елизаветы Йоркской, и происходивших тогда событий. Девочка, родившаяся вскоре после смерти её бабки Елизаветы Вудвилл и названная в её честь, растёт очень медленно и является самым слабым ребёнком королевской четы; она умирает на руках у матери в королевской детской осенью 1495 года.